# Texas Longhorn (raza bovina)
La Texas longhorn es una  raza de ganado vacuno, procedente del estado de Texas (Estados Unidos), a diferencia de la longhorn británica. Su nombre cuerno largo hace referencia a su principal característica: la longitud de sus defensas.
Texas longhorn es una raza de ganado que se distingue sobre todo por sus cuernos, que pueden llegar a medir hasta dos metros, así como por sus cuartos traseros levemente alzados y sus manchas blancas diseminadas sobre la piel que, según los individuos, puede variar mucho en color.
David M. Hillis, un biólogo evolutivo de la Universidad de Austin (Texas) ha estudiado cómo el origen genético de la Longhorn de Texas proviene de la raza vaca Canaria, originaria de las Islas Canarias.
Su número aumentó considerablemente durante la década de 1870, a consecuencia de las grandes matanzas de bisontes y el asentamiento de colonos en las praderas. De esta época surge la figura del vaquero o cowboy, que eran los encargados de su cuidado y transporte a los mataderos.
Con la aparición del alambre de púa y el cercamiento del terreno,[cita requerida] la raza fue perdiendo popularidad hasta casi desaparecer en la década de 1920. Sólo una pequeña manada logró sobrevivir en Oklahoma por iniciativa del Servicio Forestal de los Estados Unidos.
Algunos rancheros de Texas manifestaron su interés en mantener la raza por su interés histórico y comenzaron a criarla en su estado, de allí su nombre Texas longhorn, aunque a estas vacas se las llamaba originalmente solamente longhorn, igual que la raza homónima de las islas británicas.